# Laffly S 35 T
Der Laffly S 35 T war eine französische Zugmaschine, die ab 1937 bis 1940 von Laffly gebaut wurde.

## Geschichte
Das Fahrzeug wurde ab 1935 aufgrund einer Ausschreibung der französischen Armee für eine schwere Zugmaschine zum Ziehen der Canon de 155mm GPF, des Mörsers 220 mm M1916 und der Haubitze Canon de 155 C modèle 1917 S, ferner als schweres Bergefahrzeug entwickelt. Bereits während der Testphase wurden im April 1935 die ersten 60 Stück bestellt, die Auslieferung begann 1937, weitere Bestellungen folgten. Bei Kriegsbeginn im September 1939 umfassten die Bestellungen 445 Stück, jedoch waren erst die 60 Stück des 1. Loses ausgeliefert. Weitere Bestellungen folgten, die Ablieferung sollte während des Jahres 1940 von 25 Stück im Januar auf 65 Stück im Dezember 1940 gesteigert werden. Tatsächlich geliefert wurden bis zur Besetzung von Paris durch die Wehrmacht am 14. Juni 1940 nur weitere ca. 165 Stück, die meisten als Artillerie-Zugmaschinen, einige auch als Bergefahrzeug.
Soweit die Fahrzeuge mehr oder weniger unversehrt erbeutet wurden, wurden sie in der Wehrmacht zweckentsprechend weiterverwendet.

## Varianten
Laffly S 35 TL war eine Variante mit Tankaufbau, Laffly S 35 TL C2 ein Löschfahrzeug, beide für die französische Luftwaffe.

## Technische Details
Das Fahrzeug hatte einen Vierzylinder-Ottomotor von Laffly mit 115 mm Bohrung und 150 mm Hub (6232 cm³) mit einer Leistung von 100 PS. Die Führerkabine bot außer dem Sitz für den Kraftfahrzeugführer noch Platz für zwei weitere Personen. Es hatte drei angetriebene Achsen (6×6), das Getriebe hatte vier Vorwärtsgänge und einen Rückwärtsgang, dazu ein Vorgelegegetriebe. Vor der Vorderachse und zwischen Vorder- und erster Hinterachse waren kleine Hilfsräder angebracht, die ein Aufsitzen des Fahrzeugs in unebenem Gelände verhindern sollten. Die Nutzlast betrug 1,2 Tonnen die Höchstgeschwindigkeit 40 km/h. Die angebaute Winde hatte eine Zugkraft von sechs Tonnen.